# Aktogram
Aktogram – wykres aktywności osobowej organizmu w określonym czasie. Przedstawiony jest najczęściej w 24-godzinnym układzie dobowym .

## Historia
Pojęcie aktogramu w 1930 roku po raz pierwszy wprowadził do nauki polski psycholog J. Stefan Szymański w swojej pracy napisanej w języku niemieckim pt. Psychologie vom standpunkt der abhängigkeit des erkennens von den lebensbedürfnissen . Aktogram jest wykresem kołowym, który w graficzny sposób obrazuje życie danego osobnika jako szereg następujących po sobie okresów aktywności oraz spoczynku .

## Zastosowanie
Metodę aktograficzną wykorzystuje się w naukach przyrodniczych, w badaniach nad rozwojem osobniczym oraz porównawczych badaniach ewolucyjnych. W naukach biologicznych do badań nad funkcjonowaniem układu nerwowego oraz energetycznym działaniem mózgu wykorzystuje się odmianę aktogramu tzw. encefaloaktogram. Wykresy te stosowane są również do analizy aktywności ludzkiej przez psychologów, socjologów, ekonomistów, prakseologów oraz pedagogów .